# Hijili
Hijili és un canal i una població de l'Índia a l'estat de Bengala Occidental. El canal navegable és al districte de West Midnapore (Paschim Medinipur) amb una longitud de 47 km entre Geonkhali, on s'uneixen el Rupnarayan i el Hooghly fins al riu Rasulpur; el canal de la Costa d'Orissa forma la continuació a l'oest. El riu Haldi el parteix en dos parts. Fou iniciat el 1868 i acabat el 1873. Agafa el nom del petit poble d'Hijili, a la desembocadura del riu Rasulpur. Antic centre de fabricació de sal, hi ha un vell for musulmà i una mesquita fundada per Masnad Ali Shah que va governar la zona del 1505 al 1546, i la tomba del qual encara es conserva. El 1687 després d'un incident a Hooghly, Job Charnock va ocupar Hijili per a la Companyia Britànica de les Índies Orientals i els mogols la van assetjar per quatre mesos sense èxit; una vegada retirats els mogols, Charnock no va tardar a evacuar el lloc i poc després va fundar Calcuta. La comarca entre la dreta del riu Hugli des de la confluència del Rupnarayan fins a la del Subarnarekha, amb uns 1650 km de llarg, rebia també el nom d'Hijili i la formaven les parganes de Tamluk i Mahishadal, havent format una entitat administrativa sota els mongols. El 1789 una part de la comarca d'Hijili fou foren inclosa al districte de Midnapore i la resta va formar el districte d'Hijili; el 1836 el districte fou incorporat al districte de Midnapore, excepte un petit territori al sud que es va agregar al districte de Balasore a Orissa.